# Полищук, Ростислав Феофанович
Ростисла́в Феофа́нович Полищу́к (род. 12 марта 1938, Пермь, СССР) — советский и российский астроном и астрофизик. Доктор физико-математических наук, старший научный сотрудник Лаборатории фундаментальных свойств материи Отдела теоретической астрофизики Астрономического центра Физического института имени П. Н. Лебедева РАН. Член Комиссии по борьбе с лженаукой при Президиуме Российской академии наук.

## Биография
В 1960 году окончил механико-математический факультет МГУ имени М. В. Ломоносова.
В 1971 году под научным руководством доктора физико-математических наук, профессора А. Л. Зельманова защитил диссертацию на соискание учёной степени кандидата физико-математических наук по теме «Неголономные многообразия в общей теории относительности и алгебраическая классификация полей тяготения».
В 1997 году в Физическом институте имени П. Н. Лебедева защитил диссертацию на соискание учёной степени доктора физико-математических наук по теме «Пфаффовы системы в общей теории относительности» (специальности 01.03.02 — астрофизика, радиоастрономия и 01.04.02 — теоретическая физика); официальные оппоненты — доктор физико-математических наук, профессор Д. Д. Соколов, доктор физико-математических наук, профессор Н. А. Черников и доктор физико-математических наук, профессор А. Д. Чернин; ведущая организация — Казанский государственный университет имени В. И. Ульянова-Ленина.
Работал научным сотрудником Всероссийского научно-исследовательского института физико-технических и радиотехнических измерений и Всероссийского научно-исследовательского института метрологической службы.
Автор около 100 публикаций по вопросам гравитации и теоретической физики.

## Награды
- Медаль «Защитнику свободной России»[2]
- Медаль «В память 850-летия Москвы»[2]

## Научные труды
на русском языке
- Полищук Р. Ф. О классификации тензора кривизны с помощью главных конгруенций // Доклады АН СССР, 194:1 (1970),  62–65
- Полищук Р. Ф. Поправки к статье “О классификации тензора кривизны с помощью главных конгруенций” (ДАН, т. 194, № 1, 1970 г.) // Доклады АН СССР, 197:3 (1971), 8
- Полищук Р. Ф. Изометрии пфаффовых систем пространства – времени // Доклады АН СССР, 208:6 (1973), 1321–1324
- Полищук Р. Ф. Диадный подход к общей теории относительности // Доклады АН СССР, 209:1 (1973), 76–79
- Полищук Р. Ф. Изотропные пфаффовы системы пространства-времени с кручением // Доклады АН СССР, 217:5 (1974), 1037–1040
- Полищук Р. Ф. Гравиинерциальное поле и законы сохранения // Доклады АН СССР, 225:1 (1975), 74–77
- Полищук Р. Ф. Минифантомная геометродинамика для 2+2 расщепления пространства – времени // Доклады АН СССР, 236:3 (1977), 578–581
- Ивановский Ю. А., Кулепанов В. Н., Лесникова Л. Н., Полищук Р. Ф., Ядыкин А. А. Эффект аномального роста "под лучом" и радиочувствительность морской красной водоросли Gracilaria // Радиобиология. 1986. Т. 26. № 1. С. 95-99.
- Полищук Р. Ф. Гравитационное поле как двухмерная геометродинамика и диадные координаты // Доклады АН СССР, 292:1 (1987), 73–77
- Полищук Р. Ф. От пангеометрии Лобачевского к предгеометрии Уилера // In mem. Lobatschevskii. 3:2. (1995). 56—61.
- Жотиков В. Г., Полищук Р. Ф., Холопов В. Л. Ареальные пространства в физике и геометрии // Гравитация и космология. 1997. Т. 3. № 2. С. 113-122.
- Полищук Р. Ф. Тетрадные токи в общей теории относительности // Гравитация и космология. 1997. Т. 3. № 2. С. 123-129.
- Полищук Р. Ф. Проблема бесконечности в физике, философии и религии // Наука и богословие: антропологическая перспектива / Под ред. В. Н. Поруса. — М.: Библейско-богословский институт святого апостола Андрея, 2004. — 320 с.  ISBN 5-89647-100-9 (Богословие и наука)
- Полищук Р. Ф. Человек и космохаос // Социальная синергетика и актуальная наука. Потенциалы России в глобальном мире: проблема адаптации и развития. сборник научных трудов Десятых Вавиловских чтений. Под общей редакцией В.П. Шалаева. 2007. С. 94-108.
- Полищук Р. Ф. Рождение социофизики // Социальная синергетика и актуальная наука: Национальные проекты России как фактор ее безопасности и устойчивого развития в глобальном мире. сборник научных трудов. 2008. С. 82-93.
- Полищук Р. Ф. Уточнение определения гравитационного. Действия Гиббонса-Хокинга. // Краткие сообщения по физике ФИАН. 2008. № 9. С. 14-22.
- Полищук Р. Ф. Россия в глобальном мире и синергетика // Социальная синергетика и актульная наука. Глобализация. Глобалистика. Потенциалы и перспективы России в глобальном мире. сборник научных трудов. 2010. С. 67-85.
- Полищук Р. Ф., Чернавский Д. С., Старков Н. И. Борьба валют и синергетика // Социальная синергетика и актуальная наука. Россия в глобальном мире: вызовы и перспективы развития. материалы Всероссийской междисциплинарной научной конференции с международным участием (Четырнадцатые Вавиловские чтения). 2011. С. 102-109.

на других языках
- Kukharenko Yu. A., Polishchuk R. F. Nonequilibrium States of a Scalar Quantum Field in the Unsteady Universe // Gravitation and Cosmology. 1995. Т. 1. № 4. С. 325-329.
- Polishchuk R. F. Quasi-Einstein tetrad equations // Gravitation and Cosmology. 1996. Т. 2. № 3. С. 244-246.
- Polishchuk R. F. Maxwellization of the einstein tetrad equations Архивная копия от 15 марта 2022 на Wayback Machine // Astronomical and Astrophysical Transactions. 1996. Т. 10. № 1. С. 83-84.
- Kukharenko Yu. A., Polishchuk R. F. Nonequilibrium states of a scalar field in quantum cosmology Архивная копия от 14 марта 2022 на Wayback Machine // Astronomical and Astrophysical Transactions. 1996. Т. 10. № 2. С. 143-145.
- Polishchuk R. F. Gravitational action and gravitational energy // Gravitation and Cosmology. 2010. Т. 16. № 2. С. 140-145.

## Другие публикации
- Полищук Р. Ф. Почему наука одна, а религий много? Архивная копия от 26 сентября 2020 на Wayback Machine // Дельфис. 2000. № 23 (3).